# サヴォイ (バンド)
サヴォイ（Savoy）は、ノルウェー・アメリカのバンド。a-haのギタリスト、ポール・ワークター＝サヴォイの別プロジェクトである。
1996年リリースのファースト・アルバム『メアリー・イズ・カミング』以外、国際的にはリリースされていないが、ノルウェーでは人気・評価ともに高く、ノルウェーのグラミー賞といわれるスペルマン賞のベスト・バンド部門で3度ノミネート、そのうち2回受賞している（1999年および2001年）。

## メンバー
- ポール・ワークター＝サヴォイ (Paul Waaktaar-Savoy) - ボーカル、ギター、ベース、キーボード
- ローレン・サヴォイ (Lauren Savoy) - ボーカル、ギター
- フロード・アンランド (Frode Unneland) - ドラム、バック・ボーカル

## ディスコグラフィ

### スタジオ・アルバム
- 『メアリー・イズ・カミング』 - Mary Is Coming (1996年、Warner Bros.)
- Lackluster Me (1997年、EMI)
- Mountains of Time (1999年、EMI)
- Reasons to Stay Indoors (2001年、EMI)
- Savoy (2004年、Eleventeen)
- See the Beauty in Your Drab Hometown (2018年、Drabant Music)
- Under (2024年、Eleventeen)

### コンピレーション・アルバム
- Savoy Songbook Vol. 1 (2007年、Universal)